# Adoração dos Magos (Bosch, Nova York)
A Adoração dos Magos é uma pintura a óleo sobre painel de madeira do artista holandês Hieronymus Bosch, executada por volta de 1475. Está alojada no Metropolitan Museum, Nova Iorque, EUA. Uma característica proeminente desta pintura é o forte efeito de perspectiva e também o uso abundante de folhas de ouro, o que não é muito típico para Bosch. Os pigmentos empregados são lago vermelho, azurita, chumbo-estanho-amarelo e ocres.
A Adoração dos Reis Magos (do título da seção em latim da Vulgata, A Magis adoratur) é o nome tradicionalmente dado ao tema cristão parte da Natividade, no qual os três reis magos, representados como reis vindos do oriente, tendo encontrado Jesus ao seguir a estrela de Belém, colocam aos pés do Menino Jesus presentes de ouro, incenso e mirra. Eles também o adoram como "rei dos judeus". Este evento foi relatado em Mateus 2:11.